# 빅 트러블 (1986년 20세기 폭스 영화)
《빅 트러블》(영어: Big Trouble in Little China 혹은 영어: John Carpenter's Big Trouble in Little China)은 미국에서 제작된 존 카펜터 감독의 1986년 판타지 액션 코미디 영화이다. 커트 러셀, 킴 커트랠 등이 출연하였고, 래리 J. 프랭코가 제작에 참여하였다.

## 출연
- 커트 러셀 - 잭 버턴 역
- 킴 커트랠 - 그레이시 로 역
- 데니스 던 - 왕 치 역
- 제임스 홍 - 로 판 역
- 빅터 웡 - 에그 선 역
- 케이트 버턴 - 마고 리천버거 역
- 도널드 리 - 에디 리 역
- 카터 웡 - 선더 (로판의 부하 1) 역
- 차오리 치 - 추 삼촌 역
- 제프 이마다 - 니들스 역
- 앨 렁, 제럴드 오카무라 - 윙 콩의 뒷처리 전문 부하 역
- 리아 창, 케리히로유키 다가와 - 윙 콩 단원 역
- 제임스 루 - 창 싱 전사 역
- 제리 하딘 - 변호사 역

## 기타 제작진
- 협력 제작: 짐 라우, 제임스 루
- 배역: 조애나 멀린
- 미술: 존 J. 로이드
- 세트: 조지 R. "밥" 넬슨
- 의상: 에이프릴 페리
- 특수 효과: 리처드 에들런드

## 우리말 녹음
SBS 성우진
- 양지운 - 잭(커트 러셀)
- 박기량 - 왕(데니스 던)
- 권희덕 - 그레이시(킴 커트랠)
- 김태훈 - 로 판(제임스 홍)
- 유민석 - 에그(빅터 웡)
- 김태연 - 왕의 삼촌(차오리 치)
- 성병숙 - 마고(케이트 버턴)
- 김익태 - 에디(도널드 리)
- 안종익 - 로 판의 부하(카터 웡)
- 유해무 - 변호사(제리 하딘)